# ریچارد (ساسکاچوان)
ریچارد (به انگلیسی: Richard) یک منطقهٔ مسکونی در کانادا است که در ساسکاچوان واقع شده‌است. ریچارد ۲۵ نفر جمعیت دارد.